# Нападение на Сидней-Харбор
Нападе́ние на Си́дней-Ха́рбор — военная операция японского флота, проведенная в 1942 году у берегов Австралии.
В конце мая — начале июня 1942 года подводные лодки, принадлежащие японскому императорскому флоту, совершили несколько нападений на Сидней и Ньюкасл в штате Новый Южный Уэльс, Австралия. В ночь с 31 мая на 1 июня три двухместные мини-субмарины типа Ko-hyoteki проникли в Сиднейский залив и попытались атаковать военные корабли союзников. После того, как две из них были обнаружены и атакованы, члены их экипажей затопили лодки и совершили самоубийство, не причинив существенного вреда кораблям союзников. Позднее эти подводные лодки были подняты на поверхность. Третья подлодка попыталась торпедировать американский тяжёлый крейсер Чикаго, однако торпеды попали в паром Катабул, при этом погиб 21 австралийский моряк. Судьба данной субмарины была не известна до 2006 года, когда она была обнаружена дайверами-любителями неподалёку от северных пляжей Сиднея. Сразу после нападения на бухту пять японских подлодок, доставивших минисубмарины в Австралию, начали кампанию по нарушению торгового судоходства в восточных водах континента. В течение следующего месяца они атаковали семь судов, потопив три из них. Потери экипажей транспортов составили 50 моряков.
Атака миниподлодок и последующие нападения являются наиболее известными примерами действий стран Оси на территории Австралии во время Второй мировой войны и единственным случаем атак на Сидней и Ньюкасл. Потери оказались минимальны: японский флот намеревался уничтожить несколько важных боевых кораблей, но потопил лишь паром. Основное воздействие было психологическим:
население стало бояться японского вторжения, Австралийские вооружённые силы были вынуждены повысить обороноспособность страны и организовывать конвои для сопровождения сухогрузов.

## Участники

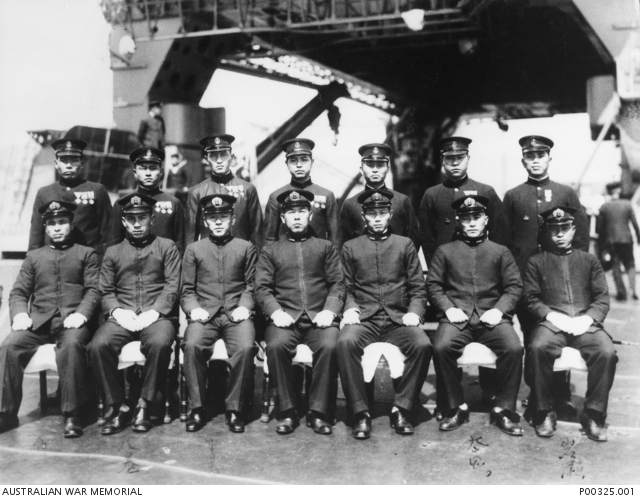
Команды миниподлодок, которые атаковали Сидней и Анциранану

### Япония
Японский Имперский флот планировал атаковать бухту шестью подводными лодками. В их числе:
- четыре типа B1 (I-21[англ.], I-27[англ.], I-28[англ.], I-29[англ.])
- две типа C1 (I-22[англ.], I-24[англ.])[1][2]

Эти субмарины образовали Восточную атакующую группу 8-го подразделения, которой командовал Ханку Сасаки (Hankyu Sasaki).
I-21 и I-29 несли по одному гидросамолёту Yokosuka E14Y1 «Glen», которые использовались для разведки и выбора наиболее уязвимых целей. I-21 вела разведку в районе Нумеа (Новая Каледония), Сува (Фиджи), затем у вблизи Окленда (Новая Зеландия), в то время как I-29 направилась к Сиднею.
11 мая подлодкам I-22, I-24, I-27 и I-28 было приказано следовать к базе на Труке (Каролинские острова) для принятия на борт минисубмарин. I-28 не смогла добраться до базы, поскольку 17 мая была торпедирована на поверхности американской подлодкой Таутог. Ориентировочно 20 мая три подлодки покинули базу и направились в район южнее Соломоновых островов. Через день I-24 была вынуждена вернуться на базу из-за взрыва в батарейном отсеке минисубмарины, который повлёк гибель штурмана и ранил командира. 

### Союзники

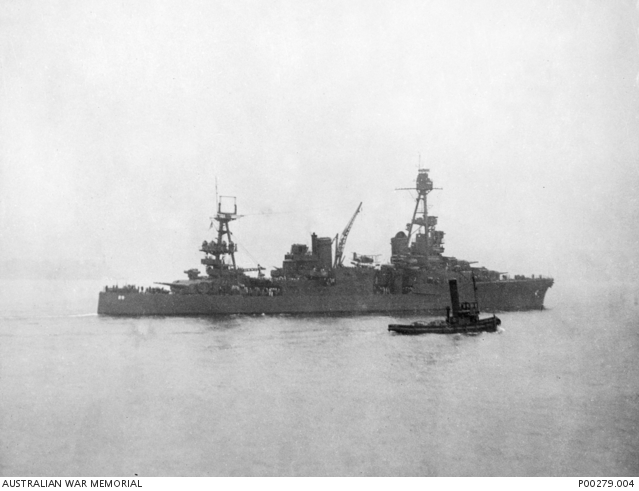
Корабль ВМС США Чикаго в заливе Сиднея 31-го мая 1942 года

Старшим на рейде во время нападения был адмирал Джерард Мьюрхед-Гулд (Gerard Muirhead-Gould). В бухте в этот момент находились три крупных военных корабля: тяжёлые крейсеры Чикаго и Канберра, лёгкий крейсер Аделаида. Кроме них в бухте находились эсминец Доббин, вспомогательный минный заградитель Бангари, корветы Ваялла, Джилонг и Бомбей, вооружённые сухогрузы Канимбла, Вестралия и голландская подлодка K-IX. Переоборудованный паром Каттабул был пришвартован у острова Гарден-Айленд, где служил в качестве временного жилья для моряков, переводящихся на другие корабли. Госпитальное судно Орандж также находилось в бухте, однако вышло в море за час до нападения.

## Защита бухты
На момент нападения средства защиты бухты включали восемь подводных датчиков (кабель, проложенный под водой, и регистратор изменения магнитного поля) перемещения подлодок: шесть вне бухты и два на входах в неё, а также частично завершённую противолодочную сеть. Центральная часть сети была завершена, но оставались 400-метровые промежутки с каждой стороны. Ограничения в поставках материалов не позволили закончить заграждения вовремя.
В день нападения шесть внешних датчиков не были включены, а два не функционировали, кроме этого, для обеспечения работы внутренних и внешних станций слежения не было достаточного числа обученных операторов. Датчик между северным и южным мысом давал ложные показания с начала 1940 года, и, поскольку гражданские суда часто проходили в этом месте, его показания просто игнорировались.

Суда защиты бухты включали противолодочные корабли Яндра (HMAS Yandra) и Бингера (HMAS Bingera), вспомогательные минопостановщики Гунамби (HMAS Goonambee) и Самуэль Бенбо (HMAS Samuel Benbow), прогулочные катера Ярома, Лолита, Стэди ауэ, Сиа Мист, Марлин и Тумари (HMAS Yarroma, HMAS Lolita, HMAS Steady Hour, HMAS Sea Mist, HMAS Marlean и HMAS Toomaree), переоборудованные для патрулирования канала и вооружённые глубинными зарядами, а также четыре катера без вооружения.

## Подготовка

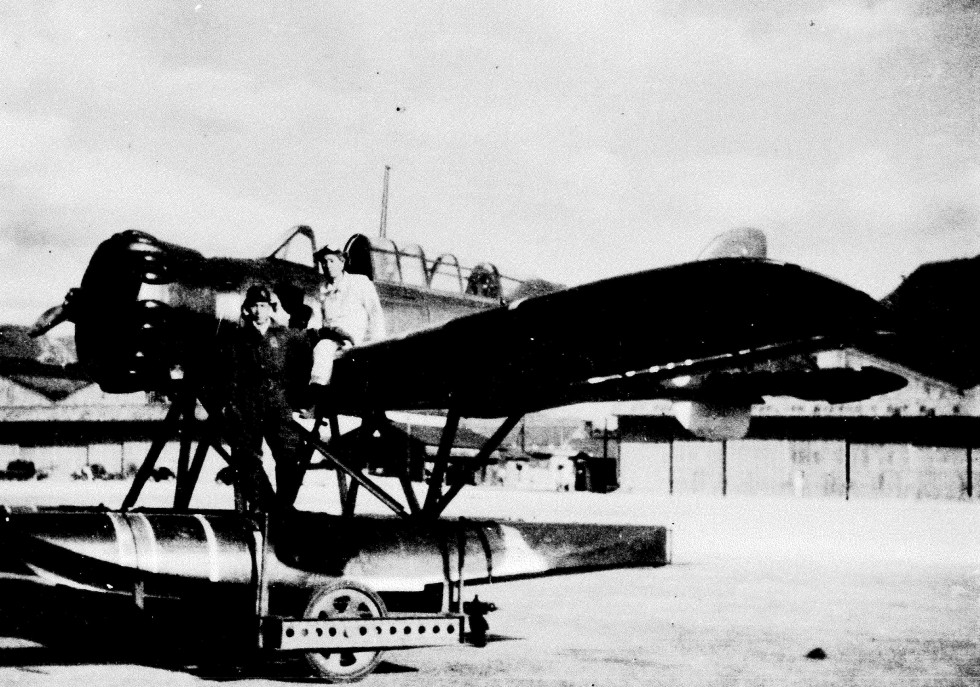
На таком самолёте Nobuo Fujita пролетал над Сиднеем 17 февраля 1942. На борту I-29 и I-21 были самолёты того же типа.

Действия японских минисубмарин в Пёрл-Харборе оказались неудачными, что заставило японцев внести изменения в конструкцию, подготовку экипажей и тактику применения. Командование надеялось, что проведённые мероприятия и выбор менее защищённых целей приведут к лучшим результатам и повысят шансы на возвращения миниподлодок из атаки. 16 декабря 1941 года началось планирование второй атаки минисубмарин.
Планы предусматривали нападение на ВМС союзников одновременно в Индийском океане и в Океании, что должно было стать отвлекающим манёвром перед битвой за Мидуэй в северной части Тихого океана. Японцы пытались убедить союзников в намерении продвинуться в южном или западном направлении. Одиннадцать подлодок восьмого отряда должны были выполнить два нападения, пять субмарин западной атакующей группы — в Индийском океане, и шесть восточной атакующей группы — в Тихом океане. Выбор порта для нападения основывался на данных разведки самих групп.
Западная группа выбрала порт Анциранана на Мадагаскаре. Нападение произошло ночью 30-го мая и привело к повреждению линкора HMS Ramillies и затоплению танкера British Loyalty.
В качестве целей для восточной группы рассматривались Нумеа, Сува, Окленд и Сидней. I-21 и I-29 были направлены для прояснения обстановки и окончательного выбора цели.
Вечером 16 мая в 30 км от Ньюкасла I-29 обстреляла советский 5 135-тонный сухогруз Веллен. Судну удалось скрыться без значительных повреждений и уведомить о случившемся австралийские власти. Сообщение между Сиднеем и Ньюкаслом было приостановлено на 24 часа, в то время как авиация и корабли (голландский крейсер Тромп, австралийский эсминец Арунта и американский эсминец Перкинс) вели безуспешный поиск субмарины. Мьюрхед-Гулд решил, что подлодка действовала в одиночку и сразу покинула место атаки.
23 мая гидроплан с I-29 совершил разведывательный полёт над Сиднеем. Секретный радар, установленный в Айрон Ков, зарегистрировал полёт, но власти расценили доклад как сбой оборудования, поскольку ранее не сталкивались с действиями авиации противника над Сиднеем. Самолёт был повреждён либо разрушен во время посадки, но экипаж выжил. Лётчики доложили о наличии на рейде нескольких кораблей, включая два линкора либо больших крейсера, пять больших боевых кораблей, несколько малых боевых судов и множество сухогрузов. На основе материалов доклада, который позднее был перехвачен союзниками при помощи системы FRUMEL, была выбрана цель — Сидней. Три подлодки-носителя минисубмарин встретились с I-29 и I-21 приблизительно в 35 км к северо-востоку от Сиднейской бухты. 29 мая все пять подлодок находились на позициях.

## Действия минисубмарин

### Окончательная разведка

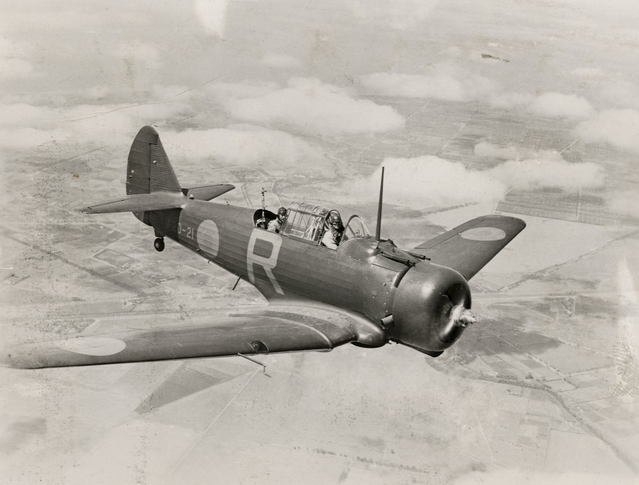
Вирравэй

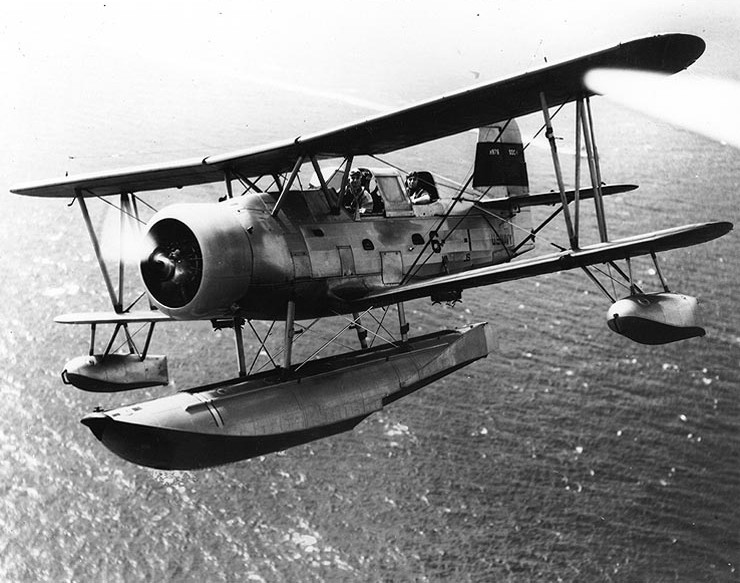
Кёртис Сигал

29 мая разведывательный самолёт с подлодки I-21 в последний раз облетел залив и нанёс на карту расположение основных целей и противолодочной сети. Гидроплан был замечен наблюдателями и поначалу принят за американский Кёртис Сигал. Тревогу подняли только в 05:07, когда стало ясно, что единственный корабль, способный нести Кёртис Сигал — это крейсер Чикаго, а все четыре его самолёта находились на борту. С воздушной базы в Ричмонде вылетело несколько самолётов Вирравэй, которые не смогли найти ни I-21, ни самолёт-разведчик. Полёт неопознанного самолёта не побудил властей предпринять какие-нибудь оборонительные меры. Самолёт-разведчик был повреждён во время посадки и позже затоплен, но оба пилота выжили.

### Планирование нападения
Японцы планировали отправить миниподлодки одна за другой между 17:20 и 17:40 с расстояния 7 км от залива. Первая субмарина должна была прибыть в бухту к 18:30, но сильное волнение моря задержало её на час. Две других субмарины вышли с интервалом в 20 минут и также прибыли с задержкой.
Выбор целей был оставлен на усмотрение командиров миниподлодок с приоритетом атаковать авианосцы или линкоры, а в последнюю очередь — крейсеры. Минисубмарины должны были действовать к востоку от Харбор-Бридж, и если в данном месте не найдётся подходящих целей, пройти под мостом и атаковать линкор и большой крейсер, предположительно расположенные во внутренней бухте. Когда второй разведывательный полёт показал отсутствие первоначальной цели — британского линкора Уорспайт, основной целью стал крейсер ВМС США Чикаго. После выполнения задания миниподлодки должны были покинуть залив и направиться к точке сбора — Порт Хакингу, расположенному в 20 км южнее. Четыре подлодки-носителя должны были ждать, выстроившись в линию протяжённостью 16 км с запада на восток, а пятая ожидала в 6 км далее на юг.

### Нападение
Минисубмарина M-14, запущенная с носителя I-27, первой должна была проникнуть в бухту. Датчики зарегистрировали её появление в 20:01, но операторы не приняли показания в расчёт из-за большого количества гражданских судов в этом месте. После прохождения западного пролива лодка столкнулась с Pile Light, сдала назад и запуталась кормой в противолодочной сети, после чего в 20:15 она была обнаружена с наблюдательного поста. Нос судна поднялся из воды. Наблюдающий на лодке подгрёб ближе, чтобы определить, что это такое, затем направился к патрульному шлюпу Ярома для доклада о находке. Несмотря на усилия командира Ярома передать эту информацию начальству, командование не получило этот доклад до 21:52. Корабли Ярома и Лолита были направлены для дальнейшего прояснения обстановки. После подтверждения, что объект в сети является «подлодкой-малышом», Лолита сбросила два глубинных заряда, в это время командир Ярома запрашивал разрешение на открытие огня. Бомбы не сдетонировали, поскольку корабли находились на мелководье. В 22:35, пока Ярома ожидал разрешение на открытие огня, а Лолита готовила третий заряд, экипаж M-14 активировал заряд для затопления подлодки, погибнув сам и уничтожив передний отсек подлодки.
Мьюрхед-Гулд объявил общую тревогу в 22:27 и отдал приказания кораблям к выполнению противолодочных действий. В 22:36 сигнал о тревоге был повторён с советом командирам кораблей подготовиться к нападению, поскольку миниподлодки всё ещё могли находиться в заливе. После первой тревоги залив был перекрыт для вхождения судов, но Мьюрхед-Гулд приказал паромам и остальным внутренним судам продолжать движение, что, по его мнению, заставит возможные подлодки оставаться в погруженном положении.
Второй в залив проникла миниподлодка M-24. Судно Фэли задело корпус M-24 и доложило командованию о контакте. На доклад реакции не последовало. M-24 прошла подводный датчик в 21:48 незамеченной и приблизительно в 22:00 проследовала за паромом Мэнли в зоне противолодочной сети. В 22:52 M-24 была замечена оператором поискового прожектора в 500 метрах по правому борту от Чикаго, на параллельном курсе. Чикаго открыл огонь из 5-дюймового орудия и счетверённого пулемёта, но нанёс незначительные повреждения. Некоторые из снарядов орудия отскакивали от поверхности воды и попали в башню Martello tower, части снарядов также были найдены в пригородах Криморн (Cremorne) и Мозман (Mosman).
Главный офицер на борту Чикаго отдал приказ готовиться к отплытию, а кораблю Перкинс — начать патрулирование вокруг крейсера. Эти приказы были отменены в 23:30 прибывшим на борт капитаном Говардом Бодом.
Корабли Ваялла и Джилонг также вели огонь по M-24, пока она двигалась в направлении Харбор-Бридж, до момента, когда подлодка смогла погрузиться.
После возврата на перископную глубину экипаж подлодки обнаружил, что находится на западе от форта Денизон. Они повернули и проплыли около 1 км на восток, заняв позицию, откуда командиру была видна корма Чикаго, пришвартованного напротив прожекторов.
Миниподлодка M-21, запущенная с I-22, вероятно, входила в бухту, когда Чикаго открыл огонь по M-24. Невооружённый патрульный шлюп Лаурина заметил M-21 и подсветил выступающую рубку, одновременно отправив сигнал тревоги в сигнальную службу и на находящийся неподалёку противолодочный корабль Яндра. Яндра попытался протаранить подлодку и потерял контакт, снова обнаружил лодку в 23:03 и сбросил 6 глубинных бомб. В тот момент было предположено, что бомбы уничтожили или повредили подлодку, но M-21 выжила. Историки полагают, что она затаилась на дне бухты, пока суда союзников не ушли, и возобновила нападение.
В 23.14 Мьюрхед-Гулд приказал всем кораблям соблюдать условия скрытности, погасив свет, а в 23:30 он сел на катер и направился в направлении противолодочной сети для личной проверки. Адмирал прибыл на корабль Лолита приблизительно в полночь, команде стало ясно, что он не воспринял всерьёз отправленный доклад об обнаружении подлодки противника, буквально сказав:
Во что вы тут играете, бегая вокруг залива, сбрасывая глубинные бомбы и болтая про вражеские лодки? Нет тут никого.
Команда несколько раз повторяла, что видела подлодку, но Мьюрхед-Гулда было не убедить, и перед тем, как покинуть судно, он добавил:
Если увидите ещё одну подлодку, проверьте, нет ли у капитана чёрной бороды. Я бы с ним встретился.

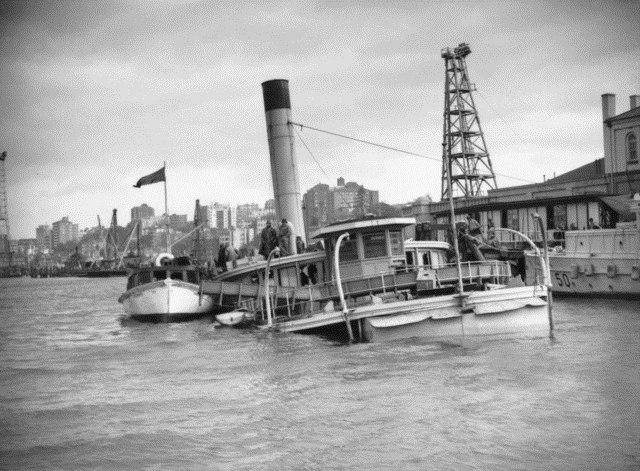
HMAS Каттабул после нападения

Несмотря на приказ о скрытности, прожекторы на острове Гарден оставались включены до 0:25. Примерно через 5 минут M-24 произвела пуск первой из двух торпед. Она задержала пуск второй на несколько минут, поскольку миниподлоки теряют устойчивое положение после пуска. Историки расходятся во мнении относительно точного курса торпеды, предназначенной для Чикаго, но они все согласны, что крейсер был основной целью. Обе торпеды прошли мимо цели, хотя одна могла пройти близко к Перкинсу. Одна из торпед прошла под голландской подлодкой K-IX и кораблём Каттабул и попала в волнорез, к которому был пришвартован Каттабул. Взрыв разломил корабль пополам и повредил K-IX. Атака унесла жизни 21 моряка и ранила ещё 10. Взрыв встряхнул жителей округи, повредил освещение острова Гарден-Айленд и кабели связи. Другая торпеда выскочила на восточный берег острова, но не взорвалась. Далее M-24 погрузилась и покинула бухту.

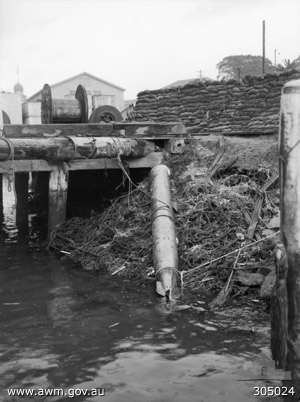
Невзорвавшаяся торпеда на острове Garden Island через несколько дней после нападения

Ещё одно пересечение зоны подводного датчика было зарегистрировано в 1:58, и изначально считалось, что ещё одна лодка вошла в бухту, но последующий анализ данных указывал на объект, покидающий бухту, и скорее всего это была M-24. M-24 не вернулась на подлодку-носитель, и её судьба оставалась неизвестной до 2006 года.
Кораблям было приказано выйти в открытое море. Чикаго покинул место стоянки в 2:14. Бомбей, Ваялла, Канберра и Перкинс начали подготовку к отплытию.
В районе 3:00 Чикаго покидал залив и смотрящие заметили перископ подлодки недалеко от крейсера. В 3:01 датчик зарегистрировал сигнал входящего судна. M-21 повторно проникла в бухту после четырёхчасовой передышки от нападения. В 3:50 Канимбла открыл огонь по M-21 в районе пригорода Ньютрал Бэй (Neutral Bay), а в 5 утра три патрульных катера Стэди Оуэ, Си Мист и Ярома заметили выступающую из воды рубку подлодки у пригорода Тэйлорс Бэй (Taylors Bay). Катера установили детонаторы на 15-метровую глубину, и Си Мист во время прохождения над местом, где только что погрузилась лодка, сбросил глубинную бомбу. У субмарины было всего пять секунд, чтобы скрыться. Взрыв повредил подлодку, которая перевернулась и всплыла на поверхность перед тем, как снова погрузиться. Си Мист сбросил вторую бомбу, которая повредила один из двигателей лодки. Стэди Оуэ и Ярома продолжили нападение, сбросив ещё 17 зарядов за 3,5 часа. В какой-то момент команда субмарины M-21 совершила самоубийство.

## Последующие операции
Согласно японскому плану пять подлодок-носителей ждали возвращения минисубмарин неподалёку от Порта-Хакинга (Port Hacking) две ночи, 1 и 2 июня. FRUMEL перехватил радиопереговоры межу подлодками, что вынудило австралийские ВВС отправить на поиск источников сигнала два Bristol Beaufort и три Lockheed Hudson. Поиск не принёс результата. 3 июня Сасаки (Sasaki) оставил надежду на возвращение минисубмарин, после чего подлодки отправились на выполнение следующих задач.

### Атаки на сухогрузы
Четыре из пяти подлодок приступили к действиям против судоходства союзников. На севере от Сиднея несла патрулирование I-21, а на юге — I-24. I-27 недалеко от острова Gabo Island начала охоту на суда, шедшие из Мельбурна, а I-24 направилась к Брисбену. I-22 отделилась от группы для проведения разведки в районе Веллингтона, Новая Зеландии и города Сува на Фиджи.
Между 1 и 25 июня подлодки атаковали, по меньшей мере, семь сухогрузов союзников, а 25 июня уже прибыли на атолл Ква́джалейн для пополнения запасов перед возвращением в Японию на ремонт. Из семи атакованных судов четыре были потоплены: Айрон Чифтэйн (Iron Chieftain) был потоплен подлодкой I-24 3 июня, Айрон Краун (Iron Crown) — I-27 4 июня, Гватемала (Guatemala) — I-21 12 июня. На первом и втором судне погибли, соответственно, 12 и 37 моряков, на третьем обошлось без жертв.
Нападения вынудили власти внести изменения в систему перевозок. Движение на север от Мельбурна было ограничено до введения охраняемых конвоев.

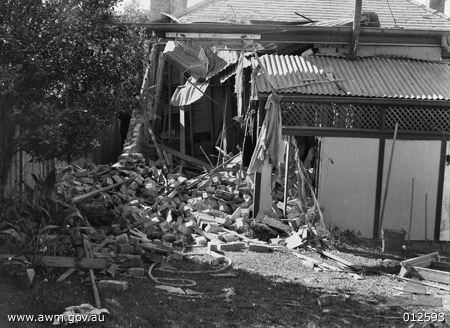
Дом в восточном пригороде, повреждённый при обстреле

I-21 оказалась единственной подлодкой, которая вернулась в австралийские воды в феврале 1943 года, потопив в этот раз три корабля и повредив ещё два. В течение двух заданий I-21 пустила на дно корабли союзников с суммарным водоизмещением в 44 000 тонн, что сделало её самой успешной японской подлодкой, действовавшей в австралийских водах.

### Обстрелы
Утром 8 июня I-24 и I-21 недолго обстреливали Сидней и Ньюкасл. А после полуночи I-24 снова поднялась на поверхность в 9 км на юго-юго-восток от маяка Маккуори. Командир приказал обстрелять Харбор-Бридж. Расчёт орудия произвёл 10 залпов, 9 из которых попали в восточные пригороды, а один в воду. Только один снаряд сдетонировал, большую часть травм составили порезы и переломы от битого стекла и падающих кирпичей. Затем подлодка погрузилась, чтобы не попасть под ответный огонь береговой артиллерии.
В 2:15 утра, с расстояния в 9 км, I-21 обстреляла город Ньюкасл. Лодка произвела 34 залпа за 16 минут. Точное количество разорвавшихся снарядов не известно, но по крайней мере, три вызвали разрушения. Данный рейд не привёл к гибели людей, а только к разрушениям. Форт Скратчли (Scratchley) открыл ответный огонь, но лодке удалось вовремя скрыться. Это был единственный случай в истории, когда австралийская артиллерия обстреливала неприятеля со своей территории.

## Анализ
Нападение на Сиднейскую бухту оказалось провальным для обеих сторон и обнаружило просчёты в защите союзников и тактике японцев. Во время главной атаки японцы потеряли все три миниподлодки в обмен на потопление гражданского корабля. Последующие операции были не более успешны, поскольку пять больших подлодок затонуло и только три сухогруза потоплено, а обстрелы суши не привели к существенным разрушениям. Результативность союзников была в равной степени низкой. Один из историков заявляет, что малое количество повреждений в бухте оказалось результатом «удачи и агрессивной контратаки».
Основное воздействие от атаки миниподлодок оказалось психологическим, развеяв миф, что Сидней находился в безопасности от японских атак, и обнажив близость Австралии к Тихоокеанскому театру действий Второй мировой войны.

### Ошибки в обороне союзников

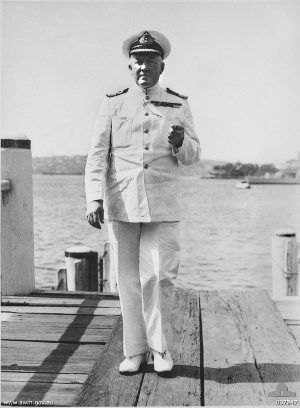
Мьюрхед-Гулд в мае 1941 года

Силы союзников не смогли адекватно отреагировать на действия японцев перед нападением в зоне восточного побережья Австралии. Власти просто игнорировали сигналы о тревоге. Нападение на сухогруз Веллен 16 мая было расценено как действия одной подлодки, предположительно сразу покинувшей прибрежные воды. Первый разведывательный полёт прошёл незаметно, но система FRUMEL перехватила доклад и 30 мая распространила его между командующими союзных сил, очевидно, Мьюрхед-Гулд никак не отреагировал на него. Новозеландские ВМС 26 и 29 мая перехватили несколько радиосообщений между японскими подлодками, но не смогли их расшифровать. Направление сигнала передачи сообщений указывало на приближение подлодок к Сиднею. Союзники рассматривали возможность отправки противолодочных патрулей, но все противолодочные суда уже были задействованы в обороне конвоев. Единственным ответом на второй разведывательный полёт 29 мая был запуск поисковых самолётов. Других оборонительных действий предпринято не было. Хотя нападение минилодок на Диего-Суареш произошло 31 мая (по сиднейскому времени), союзники не разослали предупреждений в другие регионы, поскольку считали, что атака была организована режимом Виши.

Историки ставят под сомнение компетентность командования союзников. Мьюрхед-Гулд давал ужин в ночь нападения, и одним из основных гостей был главный офицер сил США в Сиднее, капитан Говард Бод с корабля Чикаго. Оба офицера скептично относились к возможности нападения в данном месте. Мьюрхед-Гулд прибыл на борт Лолиты приблизительно в полночь, как он описал позже, «для изучения ситуации». Но члены экипажа корабля вспоминали, что по прибытии он немедленно раскритиковал штурмана и команду и не принял доклада. Младшие офицеры Чикаго дали похожую характеристику офицеру Боду. И команды кораблей позднее заявили, что оба офицера были пьяны. Только после уничтожения Каттабула Мьюрхед-Гулд и Бод начали серьёзно воспринимать нападение.
Во время нападения происходили значительные паузы межу событиями и ответными действиями на них. Более двух часов прошло между наблюдением M-14 в сети и первым приказом Мьюрхед-Гулда к принятию экипажами противолодочных действий. Потребовалось ещё два часа для введения в действие патрульных лодок, которые простояли на якоре ещё час. Одной из причин задержек была ненадёжная передача сообщений. Ни одно из вспомогательных патрульных судов не было оборудовано радиостанцией, и все приказания отдавались при помощи сигнальных огней либо вживую посредством шлюпок. В предварительном докладе о нападении Мьюрхед-Гулд заявил, что система передачи команд сигнальными огнями не была спроектирована для такого количества команд, которое спровоцировало нападение. В начале нападения телефонная связь с сигнальной станцией была ненадёжной, а после взрыва первой торпеды и вовсе прервана.
Необходимость для сохранения секретности информации также приводила к задержкам.

### Просчёты в тактике японцев

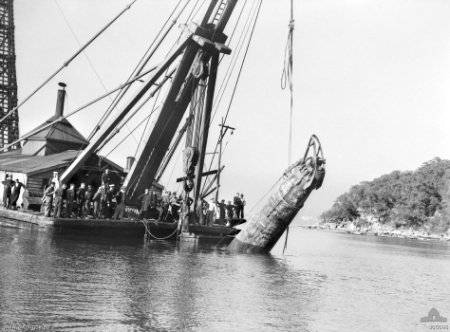
M-21 поднимают со дна бухты, 10 Июня 1942

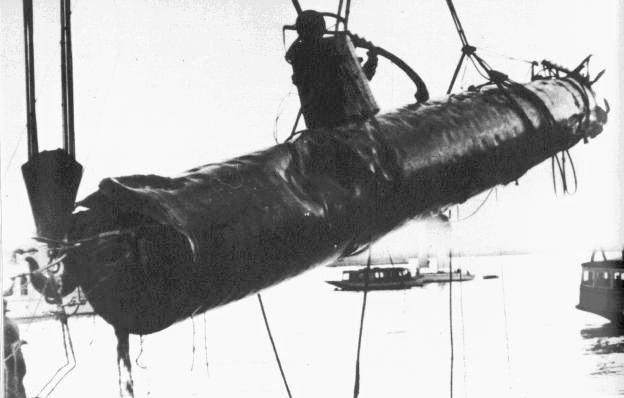
Разрушенная M-21

Основной ошибкой японцев в планах было применение миниподлодок в качестве главного средства нападения. Изначально минисубмарины проектировались для применения в составе флота. Данная концепция утратила свою значимость вскоре после осознания, что основной силой на море становятся авианосцы. В результате, программа минисубмарин изменилась, и теперь подлодки уже предназначались для проникновения во вражеские бухты, где бы они могли атаковать корабли на якоре. Данная концепция абсолютно не оправдала себя во время нападения на Перл-Харбор.

Более того, провальные операции в Сидней-Харборе и Диего-Суареш выявили, что улучшения в конструкции подлодок, сделанные после Перл-Харбора, не привели к оживлению программы. Изменения в конструкции теперь позволяли запускать минилодки без всплытия субмарины-носителя, что предотвращало её обнаружение береговыми радарами. Но минилодки по-прежнему оставались плохо управляемы, неустойчивы и норовили неконтролируемо всплывать или погружаться. Данные проблемы с управлением повлияли на запутывание M-14 в противолодочной сети и последующим обнаружениям M-21 и M-24.

Помимо применения ненадёжных минисубмарин историки указывают на другие моменты, когда японцы могли бы нанести значительно большие разрушения. В случае одновременного нападения подлодок они бы имели большую эффективность. Другая возможность для нанесения атаки появилась после уничтожения корабля Каттабул, когда несколько судов, включая Чикаго, Перкинс, голландскую подлодку K-IX, Ваяллу и Бомбей, направились в открытое море. Пять подлодок-носителей уже были на пути к месту сбора — Порт Хакингу вместо того, чтобы затаиться для атаки недалеко от бухты.

### Корабль ВМФ СШАЧикаго
Несколько факторов, неподконтрольных ни одной из сторон, сыграли в пользу выживания Чикаго. На момент нападения M-24 на корабль он уже провел несколько часов, готовясь к отплытию из бухты, и ещё зашвартованный выпускал большое количество белого дыма, пока прогревались котлы. Этот дым ясно выделялся на фоне темноты, а под воздействием ветра могло создаться впечатление, что корабль движется, что, в свою очередь, заставило M-24 задать торпеде упреждающий курс. Другим фактором, который мог помешать прицеливанию, было включение прожекторного освещения за несколько минут до залпа M-24.

### Воздействие обстрелов

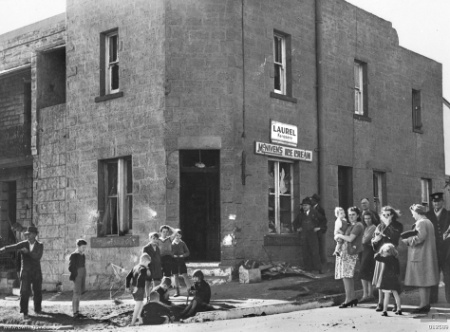
Толпа рассматривает снарядную воронку. Вуллара, 8 Июня 1942

Обстрелы не причинили значительного вреда, но оказали сильное психологическое воздействие на жителей Сиднея и Ньюкасла. Эффективная стрельба палубных орудий подводных лодок по определённым целям была невозможна как из-за несовершенного прицельного оборудования, так и ввиду того, что подводная лодка в море являлась неустойчивой платформой для стрельбы. Таким образом, целью обстрелов было запугивание населения.
Большинство снарядов не детонировало после попадания. Этому может быть несколько причин. Поскольку подлодки стреляли бронебойными снарядами, предназначенными для стальных металлоконструкций кораблей, относительно «мягкий» кирпич не приводил к срабатыванию детонатора. Морская вода могла проникнуть в снаряды, которые хранились в ящиках, закреплённых на палубе, в течение недель. Возраст снарядов также мог быть причиной. После извлечения из домов Ньюкасла некоторые снаряды оказались английской сборки времён Первой мировой войны.
В Сиднее страх перед нападением японцев заставил людей переезжать на запад. Цены на дома в восточных пригородах упали, в то время как дома, находящиеся за Голубыми горами, значительно подорожали. Нападение также значительно увеличило число добровольцев и усилило обороноспособность Сиднейского залива и порта Ньюкасл.

## Итоги
Газеты не печатали новостей о нападении подлодок до 2 июня, поскольку события произошли после того, как материалы ушли в печать 1 июня. Вместо этого, следующим утром заглавные страницы были посвящены бомбардировке Кёльна и тысячному налёту бомбардировщиков королевских ВВС, также несколько газет упомянули о разведывательном полёте японцев 29 мая. Федеральная цензура наложила полный запрет на публикации о событиях, позднее выпустив официальное заявление с докладом, что союзные силы уничтожили в заливе Сиднея три подлодки и охарактеризовали затопление Каттабула и гибель 21 моряка, как потерю «одного прогулочного судна, не имеющего военной ценности». Газета Smith’s Weekly 6 июня всё же опубликовала подлинную историю событий, а последующий выход материала 13 июня нанёс политический вред властям, пытавшимся оштрафовать газету за публикацию информации военного назначения.

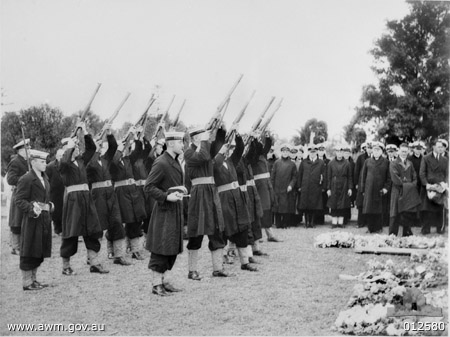
Церемония похорон австралийских моряков.

Прошло ещё несколько дней, пока тела 21 погибшего моряка были подняты. 3 июня Мьюрхед-Гулд и более 200 моряков присутствовали на похоронах погибших. А 1 января 1943 военно-морская база в двух километрах от Сиднея была названа именем Каттабул.
Австралийцы также подняли и кремировали тела четырёх членов экипажей миниподлодок, утонувших в заливе. Во время кремации гробы были украшены японскими флагами и отданы все морские почести, за что Мьюрхед-Гулд подвергся критике. Но он описал свои действия, как проявление уважения к храбрости экипажей подлодок, независимо от их происхождения. Австралийские политики надеялись, что японское правительство заметит уважение, проявленное к погибшим морякам, и улучшит условия содержания австралийских заключённых, пленённых в ходе военных действий. Власти Японии были осведомлены о церемониях похорон моряков, но это не привело к улучшению условий содержания заключённых. Поскольку Япония использовала похороны для пропаганды, то австралийское командование запретило в будущем подобные церемонии для вражеских служащих.
Обмен японских и союзных дипломатов, который произошёл в августе 1942, позволил послу Японии в Австралии вернуться домой с прахом четверых подводников. Когда корабль Камакура Мару (Kamakura Maru) прибыл в Иокогаму, несколько тысяч людей пришли почтить память погибших экипажей.

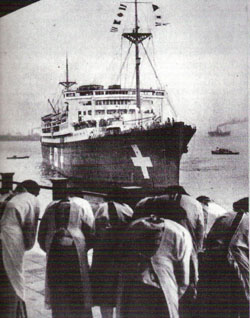
Родственники четверых погибших моряков приветствуют Камакура Мару по прибытии в Йокогаму в октябре 1942.

Обе основных цели нападения — Чикаго и Канберра — были потеряны в течение следующего года: Канберра затоплен 9 августа 1942 в время боя у острова Саво, а Чикаго — 30 января 1943 во время боя у острова Раннелл. Ни одна из подлодок, участвовавших в нападении, не дожила до конца войны. 5 февраля 1944 г. Чаррит и Фэйр потопили I-21 у Маршаловых островов. 25 декабря 1942 американский торпедный катер потопил I-22 у Новой Гвинеи. 10 июня 1943 американское патрульное судно потопило I-24 возле Алеутских островов. 12 февраля 1943 Паладин и Петард потопили I-27 у Мальдив. 26 июля 1944 Соуфиш потопили I-29 в Филиппинах.

### M-14иM-21

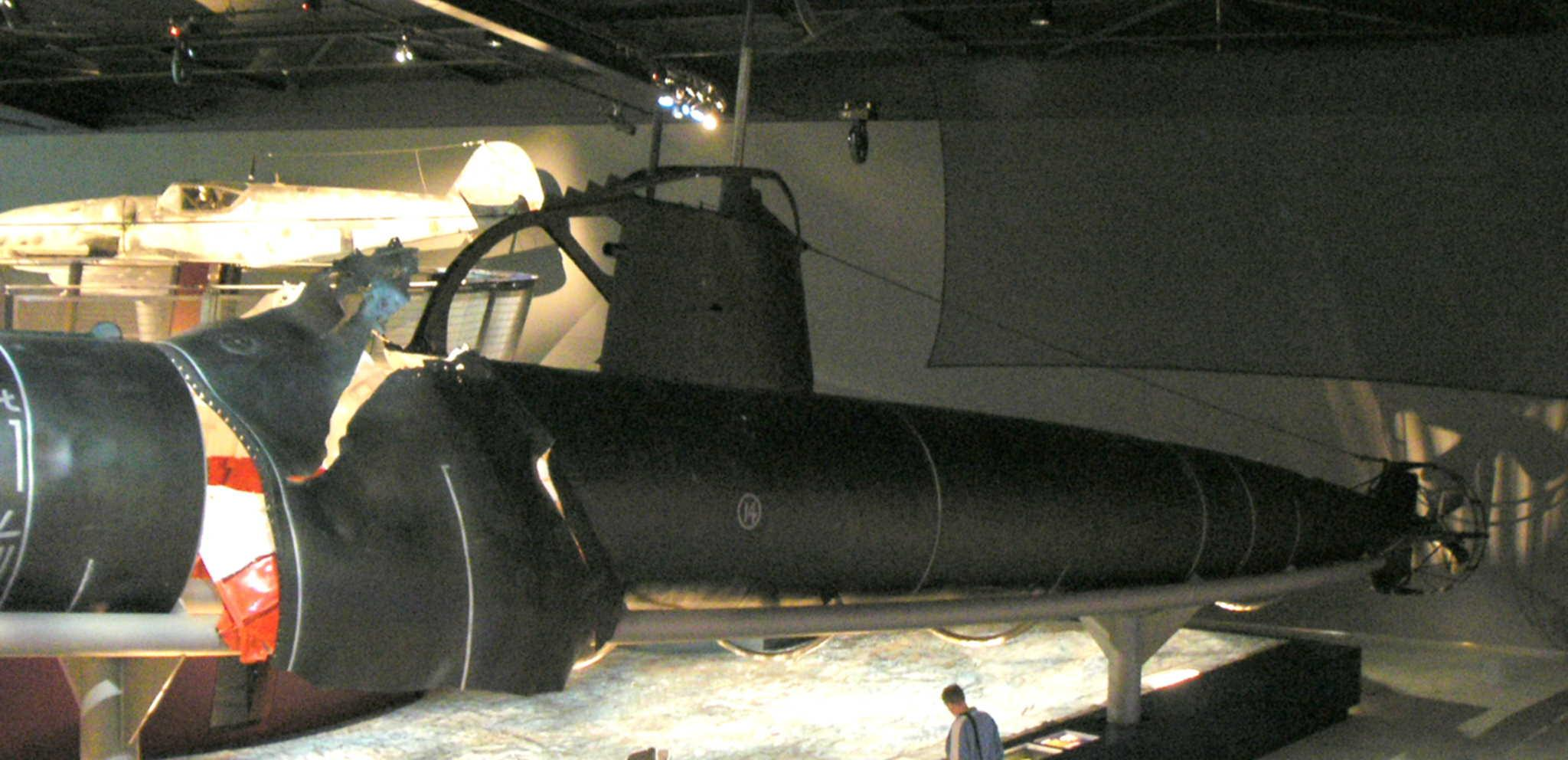
Составленные вместе части миниподлодки в музее, 2007 год.

3 июня союзники обнаружили и подняли на поверхность лодку M-21, а 8 июня и M-14. Несмотря на то, что обе субмарины были повреждены во время нападения, из двух можно было собрать одну целую. Центральная часть восстановленной подлодки была установлена на грузовик и совершила путешествие в 4000 км по штатам Новый Южный Уэльс, Виктория и Южная Австралия. Это путешествие имело двойное назначение: позволить австралийцам взглянуть на японскую подлодку и собрать 28 000 австралийских фунтов пожертвований. 28 апреля 1943 года подлодка прибыла к Австралийскому военному мемориалу в Канберре для поднятия флага святого Георгия. Первоначально подлодка была выставлена снаружи здания музея в виде трёх частей, но в 1980 году её пришлось перенести внутрь здания из-за вандализма. В 1966 группа студентов раскрасила её в ярко-жёлтый цвет, как в песне группы The Beatles — Yellow Submarine. Собранная подлодка была восстановлена и остаётся экспонатом постоянной выставки, посвящённой нападению. Субмарина расположена рядом с восстановленной рулевой рубкой корабля Каттабул. А рубка подлодки M-21 представлена в Австралийском культурном центре морского наследия на острове Гарден-Айленд (Garden Island). Остальной материал M-21 был переплавлен для изготовления сувениров.

### M-24
За 64 года, прошедшие после исчезновения M-24, более 50 человек обращались к австралийским ВМС, заявляя, что они нашли подлодку. Все эти заявления оказались ошибочными. Первоначально считалось, что судьба M-24 повторила M-21 и она была повреждена либо уничтожена неподалёку от бухты Тэйлорз Бэй, что соответствовало докладам с кораблей Стэди Ауэ и Ярома о нескольких подлодках, которые они пытались потопить в течение трёх часов. Вторая гипотеза подразумевала, что минисубмарина попыталась вернуться к месту сбора и израсходовала заряд батарей, поэтому её следует искать на юг от Сиднея. Согласно третьему предположению, она решила не подвергать опасности подлодки-носители и направилась прямо в океан либо на север от города.
Группа дайверов-любителей разгадала загадку судьбы M-24 в ноябре 2006 года, когда нашла субмарину небольших размеров, лежащую на дне, приблизительно в 5 километрах от северных пляжей Сиднея. После просмотра записей и проведённых измерений командир Шэйн Мур (Shane Moore), ответственный за сбор военно-морских останков, подтвердил, что это обломки M-24. Корпус подлодки имел несколько отверстий, скорее всего от попаданий счетверённого пулемёта Чикаго. Точное расположение обломков было сохранено в тайне как дайверами, так и ВМС, а министр обороны пообещал, что это место будет охраняться, как братская могила. 1 декабря 2006 в газете был напечатан репортаж об этом событии. Вокруг данного места установлена 500-метровая охранная зона, и, согласно законам штата, любое судно, нарушившее границу, может быть оштрафовано на сумму до 1,1 миллиона австралийских долларов с конфискацией имущества. Для соблюдения охранной зоны на берегу и буях установлены камеры, а также сонар на дне, неподалёку от обломков.
7 февраля 2007 года, во время визита министра самообороны Японии в Австралию, на борту корабля Ньюкасл прошла церемония, посвящённая памяти команды M-24. А 6 августа 2007 на подобной церемонии уже присутствовали родственники команд минисубмарин, один из выживших с корабля Каттабул, гражданские и военные служащие из Японии и Австралии. После церемонии родственники были доставлены к месту обломков подлодки на борту корабля Мельбурн, где они окропили море саке и им был преподнесён песок, взятый со дна вокруг подлодки.